# رادوستوو
رادوستوو (به لاتین: Radostov) یک منطقهٔ مسکونی در جمهوری چک است که در ناحیه هرادتس کرالووه واقع شده‌است. رادوستوو ۱۳۸ نفر جمعیت دارد.